# Elisabeth Garcia
Elisabeth M.Garcia (ur. 3 stycznia 1975) – norweska zapaśniczka walcząca w stylu wolnym. Brązowa medalistka mistrzostw świata w 1991. Triumfatorka mistrzostw nordyckich w 1990. Mistrzyni świata kadetów w 1990 roku.
Mistrzyni Norwegii w latach 1987−1991.